# Rozsądek
Rozsądek, zdrowy rozsądek (w różnych znaczeniach: nowołac. sensus communis, ang. common sense, niem. Verstand) – pojęcie pojawiające się w filozofii współczesnej, zwłaszcza w wielu prądach brytyjskiej filozofii analitycznej, wyprowadzone z dawniejszej koncepcji sensus communis („zmysłu wspólnego”).

## Terminy „rozsądek” i „zdrowy rozsądek”
Terminy „rozsądek” i „zdrowy rozsądek” zazwyczaj są używane zamiennie, nie w pełni jednak się pokrywają. Rozgraniczenia znaczeniowe są przy tym dość płynne. Termin „zdrowy rozsądek” stosuje się zazwyczaj dla pojęć rozsądku zbliżonych do koncepcji Moore'a, koncepcji filozofii szkockiej czy też do koncepcji Kartezjusza. Pozbawiony dodatkowych określeń termin „rozsądek” albo pokrywa się ze znaczeniem terminu „zdrowy rozsądek”, przy czym odnosi się wtedy zwłaszcza do rozumień tego terminu bliskich koncepcji Moore'a, lub też odnosi się do koncepcji Kantowskiej.

## Sensus communis i tradycja kartezjańska
W dawniejszym znaczeniu, pojawiającym się np. w myśli Kartezjusza, sensus communis to specjalna władza umysłu, dzięki której materiał dostarczany mu przez poszczególne zmysły jawi mu się jako jednolity.
Przedmiotami zmysłu wspólnego są więc wspólne jakości zmysłowe, mogące być przedmiotem postrzeżeń różnych zmysłów, takie jak ruch czy rozciągłość.
W późniejszych czasach termin sensus communis zmienił znaczenie, zaczął być rozumiany jako zdolność wydawania trzeźwych sądów, nie wypaczonych ani przez nadmierne teoretyzowanie, ani przez nadmierny sceptycyzm. Pochodzi ono zresztą z koncepcji wcześniejszej, jako że daje się w niej zauważyć przekonanie, że pewne pojęcia i sama umiejętność rozumowania są właściwe wszystkim ludziom: Kartezjusz uważał, że rozum jest najrówniej rozdzieloną ze wszystkich cech ludzkich.
Dla Kartezjusza „rozsądek” (bon sens) jest równoważnikiem specyficznie rozumianego rozumu. Rozum pojmuje Kartezjusz jako właściwą wszystkim ludziom i przysługującą im w tym samym stopniu zdolność odróżniania prawdy od fałszu. Myśl tę filozof przedstawił w sławnym fragmencie rozpoczynającym Rozprawę o metodzie:

Rozsądek jest to rzecz ze wszystkich na świecie najlepiej rozdzielona, każdy bowiem sądzi, że jest w nią tak dobrze zaopatrzony, iż nawet ci, których we wszystkim innym najtrudniej jest zadowolić, nie zwykli pragnąć go więcej, niźli posiadają. Nie jest prawdopodobne, aby się wszyscy mylili co do tego; raczej świadczy to, iż zdolność dobrego sądzenia i rozróżniania prawdy od fałszu, co nazywamy właśnie rozsądkiem lub rozumem, jest z natury równa u wszystkich ludzi. Tak więc rozbieżność mniemań nie pochodzi stąd, aby jedni byli roztropniejsi od drugich, ale jedynie stąd, iż prowadzimy myśli nasze rozmaitymi drogami i nie rozważamy tych samych rzeczy. Nie dosyć bowiem mieć umysł bystry, ale główna rzecz jest właściwie go stosować. Największe dusze zdolne są do największych występków zarówno jak do największych cnót; a ci, którzy idą jedynie bardzo wolno, jeśli trzymają się wciąż prostej drogi, mogą posunąć się o wiele dalej niż ci, którzy biegną, lecz oddalają się od niej. [tł. Tadeusz Boy-Żeleński]

## Tradycja szkocka
Późniejsze rozumienie pojęcia rozsądku pojawiło się już w myśli Locke'a. Rozpowszechniła się w tzw. „filozofii zdrowego rozsądku”, wpływowym nurcie filozofii szkockiej końca XVIII wieku, którego głównym reprezentantem był Thomas Reid. W przeciwieństwie do Locke'a, filozofowie szkoccy całkowicie odrzucili sceptycyzm, przyjęli zaś stanowisko tzw. realizmu naiwnego, które uzasadniali na drodze introspekcji. W filozofii szkockiej zdrowy rozsądek to ogół opinii, które narzucają się każdemu umysłowi. Opinie te narzucają się jednak nie ze względu na ich jawną oczywistość, ale ze względu na uwarunkowania ludzkiej natury narzucone jej przez ślepe instynkty, uczucia i intuicje pozaracjonalne.

## Tradycja analityczna
W XX wieku pojęcie zdrowego rozsądku zyskało nowe znaczenie na skutek wystąpienia Moore'a (Defence of Common Sense). Moore uważał, że gdy filozofia popada w konflikt ze zdrowym rozsądkiem, błąd w argumentacji filozoficznej jest bardziej prawdopodobny, niż błąd zdrowego rozsądku. Zdrowy rozsądek jest więc dla Moore'a punktem wyjścia budowy i oceny poglądów filozoficznych, a jako że jest on punktem wyjścia wszelkich badań, wszelkie odstępstwa od zdrowego rozsądku muszą być szczególnie mocno uzasadnione. Sam zdrowy rozsądek to właściwa ludziom zdolność przyswajania sobie wiadomości niezbędnych do życia, głównie poprzez poznanie przednaukowe. Składają się prawdy oczywiste same przez się, zdobywane poprzez normalne, niezaburzone funkcjonowanie rozumu.
W koncepcji Moore'a szczególnie istotny jest jego sposób podejścia do stawiania i rozwiązywania problemów filozoficznych. Moore nie był zainteresowany odkrywaniem nowych prawd czy też oceną wartości przekonań zdroworozsądkowych. Interesował się natomiast znaczeniem terminów poszczególnych wyrażeń, a punktem wyjścia takich analiz muszą być te wyrażenia, co do których wiemy, że rzeczywiście je rozumiemy, a więc przeświadczenia oparte na zdrowym rozsądku. Za podstawowe zadanie filozofii uznawał więc uporządkowanie i dokładną analizę pojęć zdroworozsądkowych. Błędem filozofów, którzy oddalają się od przekonań zdroworozsądkowych jest to, że oddalają się oni od terminologii języka potocznego: taka terminologia, która nie daje się przełożyć na język potoczny jest niezrozumiała.
Moore twierdził, że o każdym przekonaniu zdroworozsądkowym wie, że jest ono prawdziwe. Zadaniem filozofii i nauk nie jest wychodzenie poza te przekonania, ale uzasadnianie tej wiedzy: należy bowiem odróżnić wiedzę o prawdziwości przekonań od ich uzasadnienia, którego dostarczają dopiero nauki.

## Tradycja kantowska
Odmienne znaczenie termin „rozsądek” (w tłumaczeniu Romana Ingardena „intelekt”, niem. Verstand) przybrał w filozofii Immanuela Kanta. Intelekt jest umiejętnością rozumowania na podstawie danych doświadczenia i kategorii apriorycznych, zdolnością tworzenia pojęć na podstawie danych zmysłowych. Kant odróżnia go od rozumu (Vernunft), podejmującego zagadnienia metafizyczne i wychodzącego poza granice doświadczenia. Rozsądek spaja różnorodne doświadczenia za pomocą odpowiadających zasadom czystego doświadczenia kategorii apriorycznych. Kantowskie rozumienie rozsądku nabrało szczególnie dużego znaczenia w idealizmie niemieckim.

## Zbliżone terminy w obcych terminologiach filozoficznych
W tradycji greckiej trudno doszukać się ścisłego odpowiednika pojęcia rozsądku, zbliżony charakter ma pojęcie phronesis, stanowiące także odpowiednik specyficznie rozumianej roztropności.
Zbliżonymi odpowiednikami łacińskimi są prudentia (roztropność), ewentualnie mens sana czy też sensus sanus. Nowołaciński termin intellectio może oznaczać rozsądek, intelekcję lub rozumienie. Nowołaciński sensus communis może odnosić się do koncepcji zmysłu wspólnego, może też oznaczać rozsądek w sensie Moorowskim.
Ogólnymi odpowiednikami angielskimi są judgment i sense, przy czym sense może być kojarzony z rozumieniem Moorowskim. Good sense może być rozumiany w znaczeniu Moorowskim lub Kartezjańskim. Common sense odnosi się w szczególności do poglądów szkoły szkockiej.
Odpowiednikami francuskimi mogą być raison (rozum), sens, jugement. Kartezjański termin bon sens może oznaczać także rozsądek w znaczeniu Moore'a, sens commun może mieć odcień rozumienia rozsądku typowego dla szkoły szkockiej.
Niemiecki termin Verstand jest Kantowski. Znaczeniu Moorowskiemu lub Kartezjańskiemu odpowiada gesunder Verstand lub gesunder Menschenverstand. Terminy Gemeinsinn, gemeiner Verstand i einfacher Verstand odpowiadają natomiast rozumieniu rozsądku typowemu dla szkoły szkockiej.